# Meermin van Edam

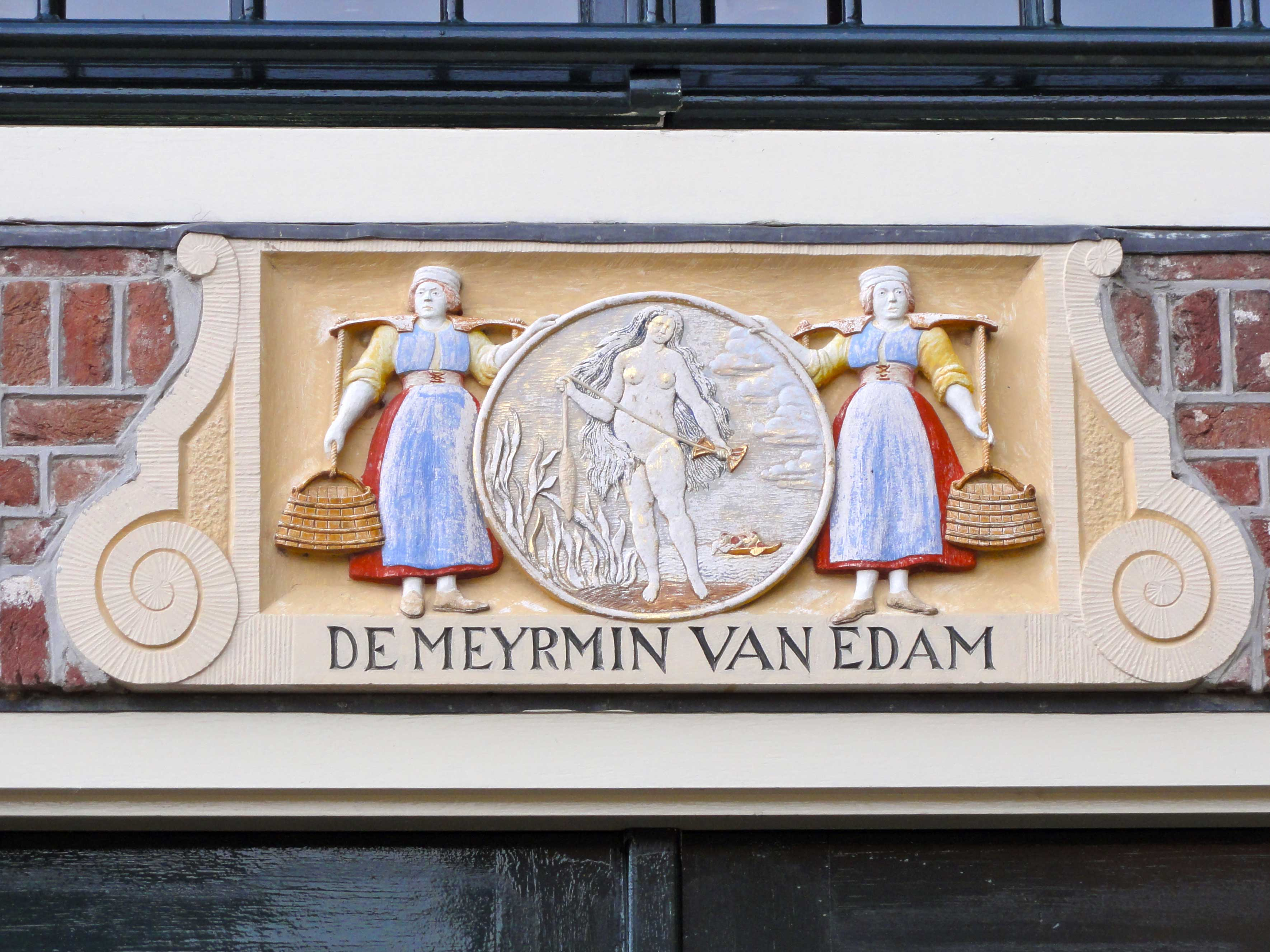
Gevelsteen de meermin van Edam (Jan Nieuwenhuizenplein 15)

De Meermin van Edam (ook de Watervrouw van Edam, Meermin van Haarlem, Zeewijf of Purmer Zeewijf genoemd) is een sage over een zeemeermin, die gevangen zou zijn in het vroegere Purmermeer.

## Het verhaal
Van het verhaal doen meerdere versies de ronde. De kern van deze verhalen is hetzelfde. Er leefde een zeemeermin in de vroegere Zuiderzee. Bij een storm voerde de vloed haar mee naar het Purmermeer, waar zij zich steeds verborg als de vissers kwamen. Nadat de dijken weer gedicht waren, kon zij de weg terug naar de zee niet meer vinden. Ze werd ontdekt door de bewoners van de streek, die haar vingen en meevoerden naar Edam. Daar werd ze gewassen en ontdaan van het groene wier. Ze werd bedekt met een lange mantel, gekleed in vrouwenkleding en gevoed. Zij kon zich niet verstaanbaar maken, omdat de geluiden die zij produceerde niet herkend werden. Er werd haar geleerd als een mens te leven.
Toch verlangde zij ernaar om terug te keren naar het water, en de inwoners moesten veel moeite doen om haar daarvan te weerhouden. Het nieuws ging al snel rond, want ook inwoners van Haarlem kwamen op het verhaal af. Getroffen door haar schoonheid, vonden de Haarlemmers dat zij meer recht hadden op de zeemeermin dan de Edammers, en uiteindelijk namen zij haar mee. In Haarlem leerde men haar het spinnewiel te hanteren. Ondanks haar verlangen naar de zee bleef zij op het land wonen en stierf na vele jaren in Haarlem, waar ze werd begraven op het kerkhof als een christen.

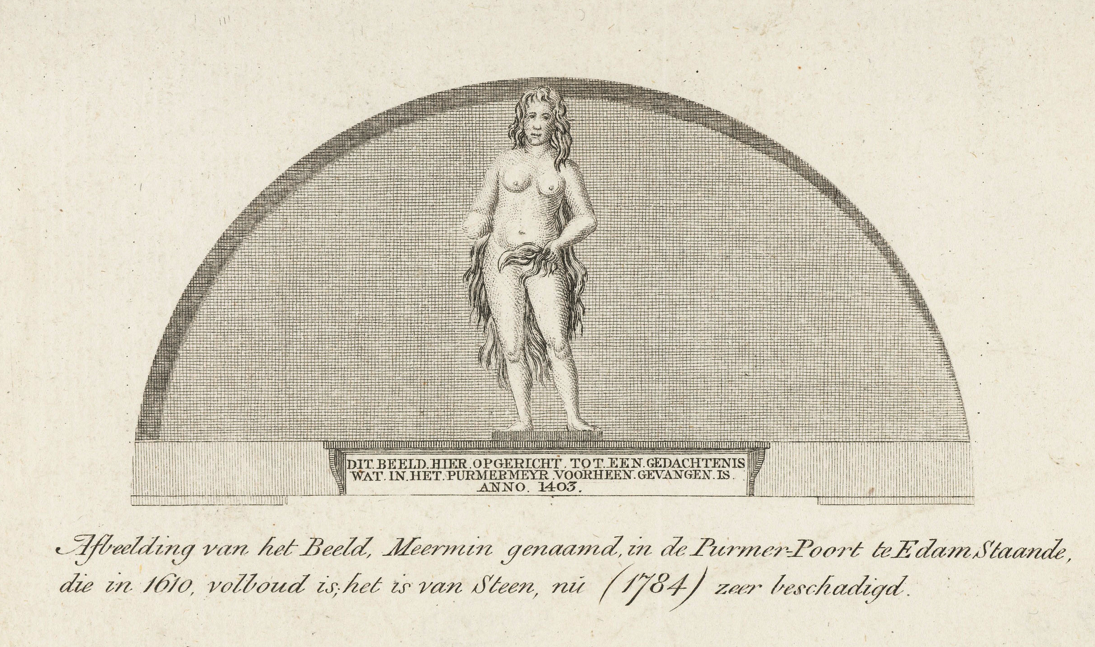
De meermin van Edam, afgebeeld op de Purmerpoort

In een van de verhalen wordt de gebeurtenis gedateerd in april 1304. In een ander verhaal is sprake van een wild zeewijf in plaats van een zeemeermin. De bewoners van Edam hebben haar afgebeeld op de in 1835 gesloopte Purmerpoort. Op een gevelsteen van een huis aan het Jan Nieuwenhuizenplein staat zij als de meyrmin van Edam afgebeeld.